# Стомма, Здислав Францевич
Здислав Францевич Сто́мма (бел. Здзіслаў Францавіч Стома; 1907—1992) — белорусский, советский актёр театра и кино. Народный артист СССР (1968).

## Биография
Здислав Стомма родился 4 (17) августа 1907 года в Минске.
В 1929 году окончил драматическую студию при Польском государственном передвижном театре Белорусской ССР в Минске. С этого же года начал работать на сцене этого театра. Позже играл в Белорусском театре юного зрителя. Затем был переведен в Польский театр Украинской ССР (Киев).
С 1940 года — актёр 1-го Белорусского государственного театра (ныне Национальный академический театр имени Янки Купалы).
Сыграл около 500 ролей. Особой высоты достиг в создании национальных, белорусских образов, в раскрытии многообразных живописных черт белорусского национального характера. Обладал природным талантом, необыкновенной органичностью, высоким уровнем актёрского мастерства.
С 1949 года снимался в кино.
Автор нескольких стихотворных книжек для детей.
Член КПСС с 1963 года. Активно занимался общественной деятельностью. Депутат Верховного Совета Белорусской ССР 7-го созыва.
Умер 21 июля 1992 года в Минске. Похоронен на Восточном (Московском) кладбище.

## Награды и звания
- Народный артист Белорусской ССР (1961)
- Народный артист СССР (19.09.1968)[1]
- Государственная премия Белорусской ССР (1966)
- Орден Октябрьской Революции (23 марта 1976)
- Орден Трудового Красного Знамени (27 октября 1967)
- Орден Дружбы народов (14 августа 1987)
- Орден «Знак Почёта» (25 февраля 1955)
- Медаль «За доблестный труд в Великой Отечественной войне 1941—1945 гг.»
- Медали

## Избранные роли в театре
- 1941 — «В степях Украины» А. Е. Корнейчука — Филимон Филимонович Долгоносик
- 1944 — «Поздняя любовь» А. Н. Островского) — Дормедонт
- 1944 — «Павлинка» Я. Купалы — Быковский, Пустаревич
- 1951 — «Вишнёвый сад» А. П. Чехова — Семён Пантелеевич Епиходов
- 1953 — «Доходное место» А. Н. Островского — Онисим Панфилович Белогубов
- 1961 — «Левониха на орбите» А. Е. Макаёнка — Левон Чмых
- 1962 — «Тысяча франков вознаграждения» по В. Гюго — Глапье
- «Люди на болоте» по И. П. Мележу — Глушак Халимон
- «Врата бессмертия» К. Крапивы — Каравкин
- «Пинская шляхта» В. И. Дунина-Марцинкевича — Куторга
- «Чтобы люди не унывали» А. Е. Макаёнка — Сенька-заика
- «Кто смеётся последним» К. Крапивы — Туляга
- «Врата бессмертия» К. Крапивы — Каравкин

## Роли в кино
1. 1949 — Константин Заслонов — Буравчик
2. 1955 — Зелёные огни — Кузьмич
3. 1956 — Миколка-паровоз — Степанов
4. 1958 — Красные листья — Снытка
5. 1958 — Часы остановились в полночь — Никонов
6. 1961 — Первые испытания (1 серия) — писарь
7. 1961 — Водил поезда машинист — эпизод
8. 1962 — Улица младшего сына — Миронов
9. 1963 — Случай на новоселье (короткометражный) — Пётр
10. 1963 — Сорок минут до рассвета — эпизод
11. 1967 — Запомним этот день — пан эконом
12. 1969 — Я, Франциск Скорина — эпизод
13. 1970 — Смятение (4-5 серии) — филёр
14. 1970—1972 — Руины стреляют… (4-5 серии) — начальник полиции
15. 1972 — Перед первым снегом (короткометражный) — эпизод
16. 1973 — Хлеб пахнет порохом — эсер
17. 1975 — Факт биографии — Николай Дмитриевич
18. 1976 — Время—московское — эпизод
19. 1978 — Время выбрало нас — Володя
20. 1978 — Я хочу вас видеть — эпизод
21. 1978 — Обочина — директор автопарка
22. 1979 — Белая тень — эпизод
23. 1980 — Атланты и кариатиды — гость
24. 1983 — Черный замок Ольшанский — Пан Панольчик
25. 1984 — Деревья на асфальте — Стрижевский
26. 1985 — Подвиг Одессы — Авдюшко
27. 1986 — Постарайся остаться живым — дядя